# Championnat NCAA masculin de basket-ball 2003
Navigation
2002 2004
Le championnat NCAA de basket-ball 2003 a réuni 65 équipes NCAA dans un tournoi du 18 mars 2003 au 7 avril 2003. Le Final Four s'est déroulé du 5 au 7 avril 2003 dans le Louisiana Superdome de La Nouvelle-Orléans et a été remporté par les Orange de l'université de Syracuse. Carmelo Anthony, l'ailier des Orange, a été élu Most Outstanding Player du tournoi.

## Final Four
|  | Demi-finales | Demi-finales |          |    | Finale  | Finale  |
|  | Demi-finales | Demi-finales |          |    | Finale  | Finale  |
|  |              |              |          |    |         |         |
|  | 5 avril      | 5 avril      |          |    | 5 avril | 5 avril |
|  | 5 avril      | 5 avril      |          |    | 5 avril | 5 avril |
|  | Syracuse     | 95           |          |    | 5 avril | 5 avril |
|  | Syracuse     | 95           |          |    | 5 avril | 5 avril |
|  | Texas        | 84           |          |    | 5 avril | 5 avril |
|  | Texas        | 84           | Syracuse | 81 |         |         |
|  | 5 avril      |              | Syracuse | 81 |         |         |
|  |              | Kansas       | 78       |    |         |         |
|  | Marquette    | Kansas       | 78       | 61 |         |         |
|  | Marquette    |              |          | 61 |         |         |
|  | Kansas       | 94           |          |    |         |         |
|  | Kansas       | 94           |          |    |         |         |